# Ixodes sachalinensis
Ixodes sachalinensis este o specie de căpușe din genul Ixodes, familia Ixodidae, descrisă de Filippova în anul 1971. Conform Catalogue of Life specia Ixodes sachalinensis nu are subspecii cunoscute.